# Naglavna ušivost
Naglavna ušivost (znana tudi kot pediculosis capitis, napačno tudi gnide - gl dalje) je okužba las na glavi in lasišča z naglavno ušjo (Pediculus humanus capitis). Srbenje zaradi ugrizov uši je običajno. Ob prvi okužbi prizadete osebe do srbečice ne pride takoj, včasih šele po šestih tednih. Pri osebi, ki se ponovno okuži, do simptomov lahko pride veliko hitreje. Srbečica lahko povzroči težave s spanjem. Na splošno ne gre za resno stanje.  Naglavne uši naj bi v Afriki širile nekatere druge bolezni, v Evropi ali Severni Ameriki do tega zgleda na prihaja.
Naglavna uš se širi z neposrednim stikom z lasmi okužene osebe. Vzroki za naglavno ušivost niso povezani s čistočo. Živali, kot so mačke in psi, pri prenosu ne igrajo nobene vloge. Naglavna uš se hrani samo s človeško krvjo in lahko preživi samo v človekovem lasišču. Odrasle uši so dolge kake dva do tri mm. Če ni v stiku z gostiteljem, uš lahko preživi največ tri dni. Ljudje se lahko okužijo z dvema drugima vrstama uši  – telesno ušjo in sramno ušjo. Za diagnozo je treba najti živo uš. Pri iskanju si lahko pomagamo z  glavnikom. Prazne jajčne lupine (tako imenovane gnide) ne zadostujejo za diagnozo.
Možne oblike zdravljenja vključujejo: lase se lahko prečesava z glavnikom, ki ima goste zobe, ali pa se celo glavo obrije. Številna lokalna zdravila so tudi učinkovita, tako malation, ivermektin, in dimetikon. Dimetikon, to je silikonsko olje, se pogosto raje uporablja, ker ima nizko tveganje za neželene učinke. Piretroidi , kot so permetrin, so se običajno  uporabljali, vendar so zaradi vse večje odpornosti proti pesticidom. sčasoma postali manj učinkoviti  Za alternativna zdravila obstaja je malo dokazov.
Do nadloge z naglavnimi ušmi prihaja pogosto, še posebej pri otrocih. V Evropi okužijo od enega do dvajset  odstotkov različnih skupin ljudi. V ZDA se letno okuži 6 do 12 milijonov otrok. Naglavne uši se pojavljajo bolj pogosto pri deklicah kot pri dečkih. Obstaja mnenje, da so v preteklosti okužbe z naglavno ušjo bile koristne, saj naj bi ščitile pred nevarnejšo telesno ušjo. Nadloga lahko povzroči stigmatizacijo okuženega posameznika.